# Persone di cognome Rose
| Questa pagina contiene informazioni ricavate automaticamente dalle voci biografiche con l'ausilio del template Bio e di un bot. L'aggiornamento è periodico e automatico e ricostruisce completamente la pagina. Se manca una persona in questa lista, sei pregato di non aggiungerla, ma accertati piuttosto che la sua voce biografica contenga il template Bio e che i dati anagrafici siano correttamente compilati. Se il template Bio manca, inseriscilo tu stesso o, in alternativa, metti l'avviso {{tmp\|Bio}} che ne segnala la mancanza. Se i dati riportati sono sbagliati, correggi direttamente la voce biografica; le modifiche saranno visibili in questa lista entro pochi giorni. Per chiarimenti vedi il progetto antroponimi. La lista contiene solo le 95 persone che sono citate nell'enciclopedia e per le quali è stato implementato correttamente il template Bio. Pagina aggiornata al 23 lug 2025. |

Questa è una lista di persone presenti nell'enciclopedia che hanno il cognome Rose, suddivise per attività principale.

## Allenatori di calcio(3)
- Harold Rose, allenatore di calcio e calciatore inglese (Reading, n. 1900 - Reading, † 1990)
- Marco Rose, allenatore di calcio e ex calciatore tedesco (Lipsia, n. 1976)
- Yuri Rose, allenatore di calcio e ex calciatore olandese (Purmerend, n. 1979)

## Allenatori di pallacanestro(1)
- Lee Rose, allenatore di pallacanestro statunitense (Irvine, n. 1936 - Charlotte, † 2022)

## Anarchici(1)
- Giuseppe Rose, anarchico, pittore e poeta italiano (Grimaldi, n. 1921 - Cosenza, † 1975)

## Artiste(1)
- Tracey Rose, artista sudafricana (Durban, n. 1974)

## Attiviste(2)
- Ernestine Rose, attivista polacca (Piotrków Trybunalski, n. 1810 - Brighton, † 1892)
- Lila Rose, attivista statunitense (San Jose, n. 1988)

## Attori(1)
- George Rose, attore britannico (Bicester, n. 1920 - Sosúa, † 1988)

## Attrici(6)
- Cristine Rose, attrice statunitense (Lynwood, n. 1951)
- Emily Rose, attrice statunitense (Renton, n. 1981)
- Felissa Rose, attrice statunitense (New York, n. 1969)
- Jessica Lee Rose, attrice statunitense (Salisbury, n. 1987)
- Kristine Rose, attrice e ex modella statunitense
- Shayna Rose, attrice e cantante statunitense (Morgantown, n. 1983)

## Attrici pornografiche(3)
- Emma Rose, attrice pornografica statunitense (Tampa, n. 1996)
- Kristina Rose, attrice pornografica statunitense (San Diego, n. 1984)
- Sativa Rose, ex attrice pornografica messicana (Guadalajara, n. 1984)

## Aviatrici(1)
- Molly Rose, aviatrice e magistrato britannica (Cambridge, n. 1920 - Cupar, † 2016)

## Avventurieri(1)
- Louis Moses Rose, avventuriero francese (La Férée, n. 1785 - † 1851)

## Batteristi(1)
- Morgan Rose, batterista e produttore discografico statunitense (Gentofte, n. 1968)

## Biologi(2)
- Irwin Rose, biologo statunitense (Brooklyn, n. 1926 - Deerfield, † 2015)
- Steven Rose, biologo britannico (Londra, n. 1938 - † 2025)

## Botanici(1)
- Joseph Nelson Rose, botanico statunitense (Contea di Union, n. 1862 - † 1928)

## Calciatori(11)
- Andy Rose, ex calciatore australiano (Melbourne, n. 1990)
- Carl Rose, ex calciatore inglese (Londra, n. 1952)
- Danny Rose, ex calciatore inglese (Doncaster, n. 1990)
- Georges Rose, calciatore francese (Maisons-Alfort, n. 1910 - Le Port-Marly, † 1997)
- Joshua Rose, calciatore australiano (Rockhampton, n. 1981)
- Lindsay Rose, calciatore francese (Rennes, n. 1992)
- Michael Rose, calciatore scozzese (Aberdeen, n. 1995)
- Ricky Rose, ex calciatore seychellese (n. 1977)
- Verna Rose, calciatore seychellese (n. 1977)
- Walter Rose, calciatore tedesco (Lipsia, n. 1912 - † 1989)
- Yelvany Rose, ex calciatore seychellese (n. 1980)

## Calciatrici(1)
- Deanne Rose, calciatrice canadese (New Tecumseth, n. 1999)

## Cantanti(3)
- Anika Noni Rose, cantante e attrice statunitense (Bloomfield, n. 1972)
- Katy Rose, cantante statunitense (Redondo Beach, n. 1987)
- Michael Rose, cantante giamaicano (Kingston, n. 1957)

## Cantautori(4)
- Axl Rose, cantautore e polistrumentista statunitense (Lafayette, n. 1962)
- Fred Rose, cantautore statunitense (Evansville, n. 1898 - Nashville, † 1954)
- Tim Rose, cantautore statunitense (Washington, n. 1940 - Londra, † 2002)
- Vincent Rose, cantautore italiano (Palermo, n. 1880 - Rockville Centre, † 1944)

## Cavalieri(1)
- Shane Rose, cavaliere australiano (Sydney, n. 1973)

## Cestisti(6)
- Rob Rose, ex cestista statunitense (Rochester, n. 1964)
- Weyinmi Efejuku Rose, ex cestista statunitense (Queens, n. 1986)
- Derrick Rose, ex cestista statunitense (Chicago, n. 1988)
- Jalen Rose, ex cestista e opinionista statunitense (Detroit, n. 1973)
- L.J. Rose, ex cestista statunitense (Houston, n. 1993)
- Malik Rose, ex cestista e dirigente sportivo statunitense (Filadelfia, n. 1974)

## Chirurghi(1)
- Edmund Rose, chirurgo tedesco (Berlino, n. 1836 - † 1914)

## Compositori(2)
- David Rose, compositore, arrangiatore e direttore d'orchestra statunitense (Londra, n. 1910 - Burbank, † 1990)
- Pete Rose, compositore e flautista statunitense (n. 1942 - † 2018)

## Costumiste(2)
- Helen Rose, costumista statunitense (Chicago, n. 1904 - Palm Springs, † 1985)
- Penny Rose, costumista statunitense (Los Angeles)

## Discoboli(1)
- Alex Rose, discobolo statunitense (West Branch, n. 1991)

## Filologi(2)
- Herbert Jennings Rose, filologo classico e grecista britannico (Ontario, n. 1883 - † 1961)
- Valentin Rose, filologo classico tedesco (Berlino, n. 1829 - † 1916)

## Generali(1)
- Maurice Rose, generale statunitense (Middletown, n. 1899 - Paderborn, † 1945)

## Giornalisti(1)
- Charlie Rose, giornalista e conduttore televisivo statunitense (Henderson, n. 1942)

## Golfisti(1)
- Justin Rose, golfista inglese (Johannesburg, n. 1980)

## Informatici(1)
- Kevin Rose, informatico statunitense (Redding, n. 1977)

## Medici(1)
- Harry M. Rose, medico e microbiologo statunitense (Ohio, n. 1906 - New Hampshire, † 1986)

## Mezzofondisti(1)
- Nick Rose, ex mezzofondista britannico (Bristol, n. 1951)

## Militari(1)
- Hans Rose, ufficiale tedesco (Charlottenburg, n. 1885 - Essen, † 1969)

## Mineralogisti(2)
- Gustav Rose, mineralogista tedesco (Berlino, n. 1798 - Berlino, † 1873)
- Heinrich Rose, mineralogista e chimico tedesco (Berlino, n. 1795 - Berlino, † 1864)

## Musicisti(1)
- Floyd D. Rose, musicista e ingegnere statunitense (n. 1948)

## Nuotatori(2)
- Dare Rose, nuotatore statunitense (New York, n. 2002)
- Murray Rose, nuotatore australiano (Nairn, n. 1939 - Sydney, † 2012)

## Nuotatrici(1)
- Erica Rose, nuotatrice statunitense (Cleveland, n. 1982)

## Pesisti(1)
- Ralph Rose, pesista, discobolo e martellista statunitense (Healdsburg, n. 1885 - San Francisco, † 1913)

## Piloti automobilistici(1)
- Mauri Rose, pilota automobilistico e ingegnere statunitense (Columbus, n. 1906 - Royal Oak, † 1981)

## Pirati(1)
- Jean Rose, pirata francese (Francia - † 1688)

## Pittori(2)
- Francis Rose, pittore inglese (Moor Park, n. 1909 - Londra, † 1979)
- Guy Rose, pittore statunitense (San Gabriel, n. 1867 - Pasadena, † 1925)

## Poetesse(1)
- Dilys Rose, poetessa e romanziera scozzese (Glasgow, n. 1954)

## Politici(4)
- Charlie Rose, politico statunitense (Fayetteville, n. 1939 - Albertville, † 2012)
- John Rose, politico statunitense (Cookeville, n. 1965)
- Max Rose, politico statunitense (New York, n. 1986)
- Toussaint Rose, politico francese (Provins, n. 1611 - Parigi, † 1701)

## Presbiteri(1)
- Seraphim Rose, presbitero statunitense (San Diego, n. 1934 - Platina, † 1982)

## Produttori teatrali(1)
- Philip Rose, produttore teatrale, librettista e regista teatrale statunitense (Manhattan, n. 1921 - Englewood, † 2011)

## Pugili(1)
- Lionel Rose, pugile e cantante australiano (Labertouche, n. 1948 - Warragul, † 2011)

## Registi(1)
- Bernard Rose, regista, attore e sceneggiatore britannico (Londra, n. 1960)

## Rugbisti a 15(1)
- Marcus Rose, rugbista a 15 britannico (Loughborough, n. 1957)

## Sceneggiatori(2)
- Reginald Rose, sceneggiatore statunitense (New York, n. 1920 - Norwalk, † 2002)
- William Rose, sceneggiatore statunitense (Jefferson City, n. 1914 - Jersey, † 1987)

## Scenografi(1)
- Jürgen Rose, scenografo, costumista e regista teatrale tedesco (Bernburg, n. 1937)

## Storiche dell'arte(1)
- Barbara Rose, storica dell'arte statunitense (Washington, n. 1936 - Concord, † 2020)

## Tennisti(1)
- Mervyn Rose, tennista australiano (Coffs Harbour, n. 1930 - Coffs Harbour, † 2017)

## Tiratori di fune(1)
- Chuck Rose, tiratore di fune statunitense (Saint Louis, n. 1873 - Saint Louis, † 1957)

## Velocisti(1)
- Odain Rose, velocista svedese (Port Antonio, n. 1992)

## Violoncellisti(1)
- Leonard Rose, violoncellista statunitense (Washington, n. 1918 - White Plains, † 1984)

## Wrestler(1)
- Nyla Rose, wrestler statunitense (Washington, n. 1982)